# Ptectisargus lindneri
Ptectisargus lindneri är en tvåvingeart som beskrevs av James 1975. Ptectisargus lindneri ingår i släktet Ptectisargus och familjen vapenflugor.
Artens utbredningsområde är Madagaskar. Inga underarter finns listade i Catalogue of Life.